# Песнь Захарии

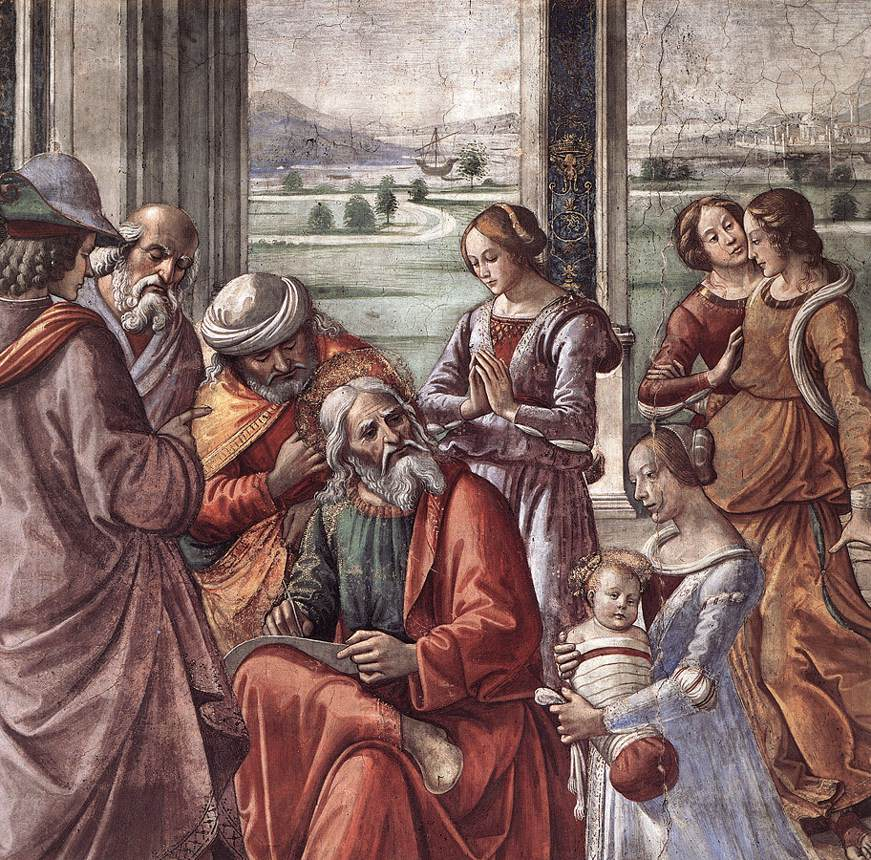
Захария записывает имя Сына Его. Доменико Гирландайо. Фреска капеллы Торнабуони, Санта-Мария-Новелла, Флоренция.

Benedictus (Песнь Захарии) — приводимые в Евангелии от Луки (1:68—79) благодарственные слова Захарии, которые он произнёс по рождении сына Иоанна. Песнь используется в христианском богослужении. У католиков — одна из основных песней библейских.

## Текст
- Греческий:

Εὐλογητὸς κύριος ὁ θεὸς τοῦ Ἰσραήλ,
ὁτι ἐπεσκέψατο καὶ ἐποίησεν λύτρωσιν τῷ λαῷ αὐτοῦ,
καὶ ἠγειρεν κέρας σωτηρίας ἡμῖν
ἐν οἴκῳ Δαυὶδ παιδὸς αὐτοῦ,
καθὼς ἐλάλησεν διὰ στόματος τῶν ἀγίων ἀπ' αἰῶνος προφητῶν αὐτοῦ,
σωτηρίαν ἐξ ἐχθρῶν ἡμῶν καὶ ἐκ χειρὸς πάντων τῶν μισούντων ἡμᾶς·
ποιῆσαι ἔλεος μετὰ τῶν πατέρων ἡμῶν
καὶ μνησθῆναι διαθήκης ἀγίας αὐτοῦ,
ὅρκον ὃν ὤμοσεν πρὸς Ἀβραὰμ τὸν πατέρα ἡμῶν,
τοῦ δοῦναι ἡμῖν
ἀφόβως ἐκ χειρὸς ἐχθρῶν ῥυσθέντας
λατρεύειν αὐτῷ ἐν ὁσιότητι
καὶ δικαιοσύνῃ ἐνώπιον αὐτοῦ πάσαις ταῖς ἡμέραις ἡμῶν.
Καὶ σὺ δέ, παιδίον, προφήτης ὑψίστου κληθήσῃ,
προπορεύσῃ γὰρ ἐνώπιον κυρίου ἑτοιμάσαι ὁδοὺς αὐτοῦ,
τοῦ δοῦναι γνῶσιν σωτηρίας τῷ λαῷ αὐτοῦ
ἐν ἀφέσει ἀμαρτιῶν αὐτῶν,
διὰ σπλάγχνα ἐλέους θεοῦ ἡμῶν,
ἐν οἷς ἐπισκέψεται ἡμᾶς ἀνατολὴ ἐξ ὑψους,
ἐπιφᾶναι τοῖς ἐν σκότει καὶ σκιᾷ θανάτου καθημένοις,
τοῦ κατευθῦναι τοὺς πόδας ἡμῶν εἰς ὁδὸν εἰρήνης.
- Латинский:[2]

Benedictus Dominus Deus Israel; quia visitavit et fecit redemptionem plebi suae
et erexit cornu salutis nobis, in domo David pueri sui,
sicut locutus est per os sanctorum, qui a saeculo sunt, prophetarum eius,
salutem ex inimicis nostris, et de manu omnium, qui oderunt nos;
ad faciendam misericordiam cum patribus nostris, et memorari testamenti sui sancti,
iusiurandum, quod iuravit ad Abraham patrem nostrum, daturum se nobis,
ut sine timore, de manu inimicorum liberati, serviamus illi
in sanctitate et iustitia coram ipso omnibus diebus nostris.
Et tu, puer, propheta Altissimi vocaberis: praeibis enim ante faciem Domini parare vias eius,
ad dandam scientiam salutis plebi eius in remissionem peccatorum eorum,
per viscera misericordiae Dei nostri, in quibus visitabit nos Oriens ex alto,
illuminare his, qui in tenebris et in umbra mortis sedent, ad dirigendos pedes nostros in viam pacis.
- Русский:

Благословен Господь Бог Израилев, что посетил народ Свой и сотворил избавление ему,
И воздвиг рог спасения нам в дому Давида, отрока Своего,
Как возвестил устами бывших от века святых пророков Своих,
Что спасет нас от врагов наших и от руки всех ненавидящих нас;
Сотворит милость с отцами нашими и помянет святой завет Свой,
Клятву, которою клялся Он Аврааму, отцу нашему, дать нам,
Небоязненно, по избавлении от руки врагов наших,
Служить Ему в святости и правде пред Ним, во все дни жизни нашей.
И ты, младенец, наречешься пророком Всевышнего, ибо предъидешь пред лицем Господа приготовить пути Ему,
Дать уразуметь народу Его спасение в прощении грехов их,
По благоутробному милосердию Бога нашего, которым посетил нас Восток свыше,
Просветить сидящих во тьме и тени смертной, направить ноги наши на путь мира.

## Рецепция в музыке
Как и в случае других новозаветных кантиков (например, магнификата), на текст Benedictus писали многие западноевропейские композиторы, в т.ч. Орландо Лассо (первого, третьего и четвёртого тонов), Томас Л. де Виктория, Антуан де Февен, Томас Таллис, Карло Джезуальдо (в технике alternatim), Лодовико Виадана, Орацио Векки. В середине XVIII века Песнь Захарии положена на музыку протодьяконом Ростовским Андреем Гавриловым в жанре партесного концерта (на 12 голосов). См. также Tenebrae.
Музыку на латинский текст Песни Захарии (Benedictus Dominus Deus Israel) не следует путать с музыкой на текст Benedictus qui venit in nomine Domini внутри Sanctus'а мессы. Benedictus мессы нередко выделялся композитором в самостоятельную часть мессы (и соответственно, в современных тематических подборках церковной музыки такой Benedictus может исполняться как отдельное сочинение).
Реже встречается музыка на стих Псалма 118 с похожим зачином: «Benedictus es Domine, doce me iustificationes tuas» («Благословен еси Господи, научи мя оправданием Твоим»). Хоровое сочинение К. Пендерецкого с заголовком «Benedictus» написано не на текст Песни Захарии, а на текст средневекового тропа (Benedictum Dominum regem sanctum).